# Maja Bergvall
Hulda Maria (Maja) Bergvall, född Carlson den 25 september 1893 i Gillberga socken, Värmland, död den 12 maj 1986 i Nysäter, var en svensk författare.

## Biografi
Föräldrar var bankkamreren August F. Carlson och Hulda Elisabet Bäckström. Hon var utbildad vid Säffle samskola och arbetade några år i bank. Hon gifte sig med järnhandlaren Ivar Bergvall.
Bergvall medarbetade som följetongsförfattare i flera dagstidningar och skrev främst folklivsskildringar i vardaglig miljö. En del utkom även i bokform, liksom ett antal lättare pjäser.  